# Лукаку, Жордан
Жордан Менама Лукаку (нидерл. Jordan Menama Lukaku; род. 25 июля 1994[…], Антверпен, Фламандский регион) — бельгийский футболист, левый защитник клуба «Аданаспор». Выступал в сборной Бельгии. Участник чемпионата Европы 2016 года.
Его отец Роже Лукаку, тоже профессиональный футболист, выступал за сборную Заира. Его старший брат — Ромелу Лукаку.

## Клубная карьера
Лукаку выступал в различных молодёжных клубах, пока в 2008 не пришёл в футбольную академию «Андерлехта». В 2011 году он был включен в заявку команды на сезон. 21 марта 2012 в матче против «Зюлте-Варегем» он дебютировал в Жюпиле лиге. В составе команды он дважды выиграл чемпионат и Суперкубок Бельгии.
Летом 2013 года Лукаку на правах аренды перешёл в «Остенде». 31 августа в матче против «Локерена» он дебютировал за новый клуб. Летом 2014 года «Остенде» выкупил трансфера Жордана. 1 августа 2015 года в поединке против «Вестерло» он забил свой первый гол за клуб.
Летом 2016 года Лукаку перешёл в итальянский «Лацио». Сумма трансфера составила 3 млн евро. 21 августа в матче против «Аталанты» он дебютировал в итальянской Серии A. 23 декабря 2017 года в поединке против «Кротоне» Жордан забил свой первый гол за «Лацио».

## Международная карьера
10 октября 2015 года в отборочном матче чемпионата Европы 2016 против сборной Андорры Лукаку дебютировал за сборную Бельгии. В мае 2016 года он был включен в расширенную заявку бельгийской сборной для участия в финальной части чемпионата Европы 2016.
Летом 2016 года в составе сборной Жордан принял участие в чемпионате Европы во Франции. На турнире он сыграл в матче против сборной Венгрии.

## Достижения
«Андерлехт»
- Чемпионат Бельгии по футболу (2): 2011/12, 2012/13
- Обладатель Суперкубка Бельгии: 2013

«Лацио»
- Обладатель Суперкубка Италии: 2017